# Irma Pierpaoli
Irma Pierpaoli (Roma, 19 aprile 1891 – Senigallia, 30 gennaio 1967) è stata una botanica e insegnante italiana.

## Biografia
Irma Pierpaoli nacque a Roma il 19 aprile 1891. 
Discutendo una tesi in Botanica, redatta sotto la guida del professor Romualdo Pirotta, botanico e naturalista, fondatore della Società botanica italiana e dell'Orto botanico di Roma, si laureò a pieni voti in Scienze naturali. 
Nella sua tesi si occupò della “putoria delle rocce” (Plocama calabrica), una pianta erbacea della famiglia delle Rubiacee e gli interessanti risultati furono pubblicati negli «Annali di Botanica» nel 1916.
Dal 1915 al 1920 fu assistente preparatore presso l'Istituto Botanico dell'Università di Roma, nel quale condusse ricerche sulle piante superiori (Archivio Storico dell'Istituto “Pitagora”), in particolar modo sul nespolo. Si diplomò anche in Magistero e conseguì l'abilitazione all'insegnamento; in questo periodo insegnò in alcune scuole della capitale.
Nell'ottobre del 1920, avendo vinto il concorso per la cattedra di Scienze Naturali all'Istituto Tecnico “Pitagora”, raggiunse la sorella Ada che si era sposata e si era trasferita a Taranto: qui insegnò fino al settembre 1925 e si dedicò a incrementare il Gabinetto di Scienze Naturali. Non si limitava al programma ministeriale, ma trattava argomenti per l'epoca estremamente innovativi come “Le alghe nell'alimentazione, nell'agricoltura e nell'industria”, un excursus completo ed esauriente, suffragato da dati numerici sulle quantità prodotte e sul loro valore commerciale.
Pierpaoli riuscì a dedicare alla ricerca tutto il tempo libero lasciatole dalla scuola. Nel 1942 vinse una borsa di studio accordatale dal fondatore del Comitato Talassografico italiano, Vito Volterra finalizzata a compiere indagini, cosa che fece relevando campioni sotto i bombardamenti. A Irma Pierpaoli, avviata da Attilio Cerruti, primo direttore del Talassografico, si devono i primi studi sulle macroalghe marine bentoniche del Mar Piccolo e del Mar Grande di Taranto. I campioni da lei raccolti costituiscono un importante erbario e un algario che portano il suo nome e sono rilevanti nell'ambito degli studi sulle modificazioni dei fitobentos.
Il 16 gennaio 2025 le è stato intitolato un viale della Villa Peripato a Taranto.

## Opere
- Prima contribuzione allo studio delle alghe nel golfo di Taranto, Tipografia del Senato, 1923
- Alghe nella vita e nella pesca: 1. Manipolo di alghe anconetane, Tip. S.I.T.A., 1941
- Rilievi sulla flora algologica anconetana, Società botanica italiana, 1945
- Senigallia nel suo sfondo geografico fisico e nelle sue zone di verde, Tip. Senigalliese, 1953